# Conasprella wendrosi
Conasprella wendrosi is een zeeslakkensoort uit de familie Conidae.  De wetenschappelijke naam is gepubliceerd in 2013 door Tenorio en Afonso. De soortaanduiding wendrosi verwijst naar de Arubaanse duikers en verzamelaars Jordy Wendriks en Leo Ros, die de soort onder de aandacht brachten van Tenorio en Afonso. 

## Omschrijving
De schelp is kegelvormig en heeft een lengte die varieert tussen 10 en 17 mm. Zoals alle soorten binnen het geslacht Conasprella zijn deze kegelslakken roofzuchtig en giftig. Ze zijn in staat om mensen te steken, daarom moet er voorzichtig of helemaal niet worden omgegaan met levende slakken.

## Voorkomen en habitat
Deze soort komt voor in de Caraïbische Zee bij Aruba; tot nog toe is de enige vindplaats de zandbank die grenst aan een mangrove-moeras voor de kust te Barcadera. In Aruba is Conasprella wendrosi een van de drie endemische slakkensoorten naast Conus curassaviensis en Conus hieroglyphus.